# Robert Erbelding
Robert Erbelding  (* 9. Januar 1891 in Otterbach (Westpfalz); † 4. März 1965 in Waldmohr) war ein deutscher Maler und Grafiker.

## Leben
Robert Erbelding wuchs in Otterbach (Westpfalz) auf. Von 1909 bis 1912 studierte er Rechtswissenschaft, Volkswirtschaft und Sprachen in Köln. Danach war er als Auslandskorrespondent in der Metallindustrie tätig. 1914 meldete er sich freiwillig zum Kriegsdienst, wo er als Beobachter bei den Fliegern unter anderem die Aufgabe hatte, beim Überfliegen die feindlichen Stellungen zu zeichnen. Von 1921 bis 1925 studierte er an der Kunstakademie Düsseldorf, wo er Meisterschüler von Willy Spatz wurde.  1929 zog Erbelding nach Ludwigshafen am Rhein, wo er seine zweite Frau Hildegard, geborene Schaefer (1908–1985), heiratete. 1933 bis 1935 lebten beide in München, bevor sie nach Waldmohr zogen. 1939 meldete sich der Künstler zum Kriegsdienst, aus dem er 1945 gesundheitlich schwer beschädigt zurückkehrte.

## Werk
Robert Erbelding war nach 1945 infolge seiner Kriegsverletzungen nur noch eingeschränkt künstlerisch tätig, weshalb der Hauptteil seines Œuvres in den zwanziger und dreißiger Jahren entstanden ist.  Neben Ölbildern und Aquarellen fertigte er hauptsächlich Radierungen und Kohlezeichnungen. Seine Themen waren die Landschaft und der Mensch. 1937 entstand eine Reihe von Kohlezeichnungen mit Darstellungen von Kindern und arbeitenden Erwachsenen, die nach Auffassung des Kunsthistorikers Jürgen Ecker zum Höhepunkt von Erbeldings Schaffen und "in ihrer Expressivität […] zu den interessantesten Kunstäußerungen der dreißiger Jahre in der Pfalz" zählen. 
Der Nachlass von Robert und Hildegard Erbelding wird von Katharina und Anton Büdel (Waldmohr) verwaltet.